# Зелёный свод
«Зелёный свод», Грю́нес Гевёльбе (нем. Grünes Gewölbe) — коллекция драгоценностей в Дрездене, бывшая княжеская сокровищница Веттинов, охватывающая период от Ренессанса до классицизма. Название самой богатой коллекции драгоценностей в Европе происходит от некогда окрашенных в малахитово-зелёный цвет, а сейчас закрытых зеркалами колонн зала драгоценностей Pretiosensaal (от лат. pretios — ценный).

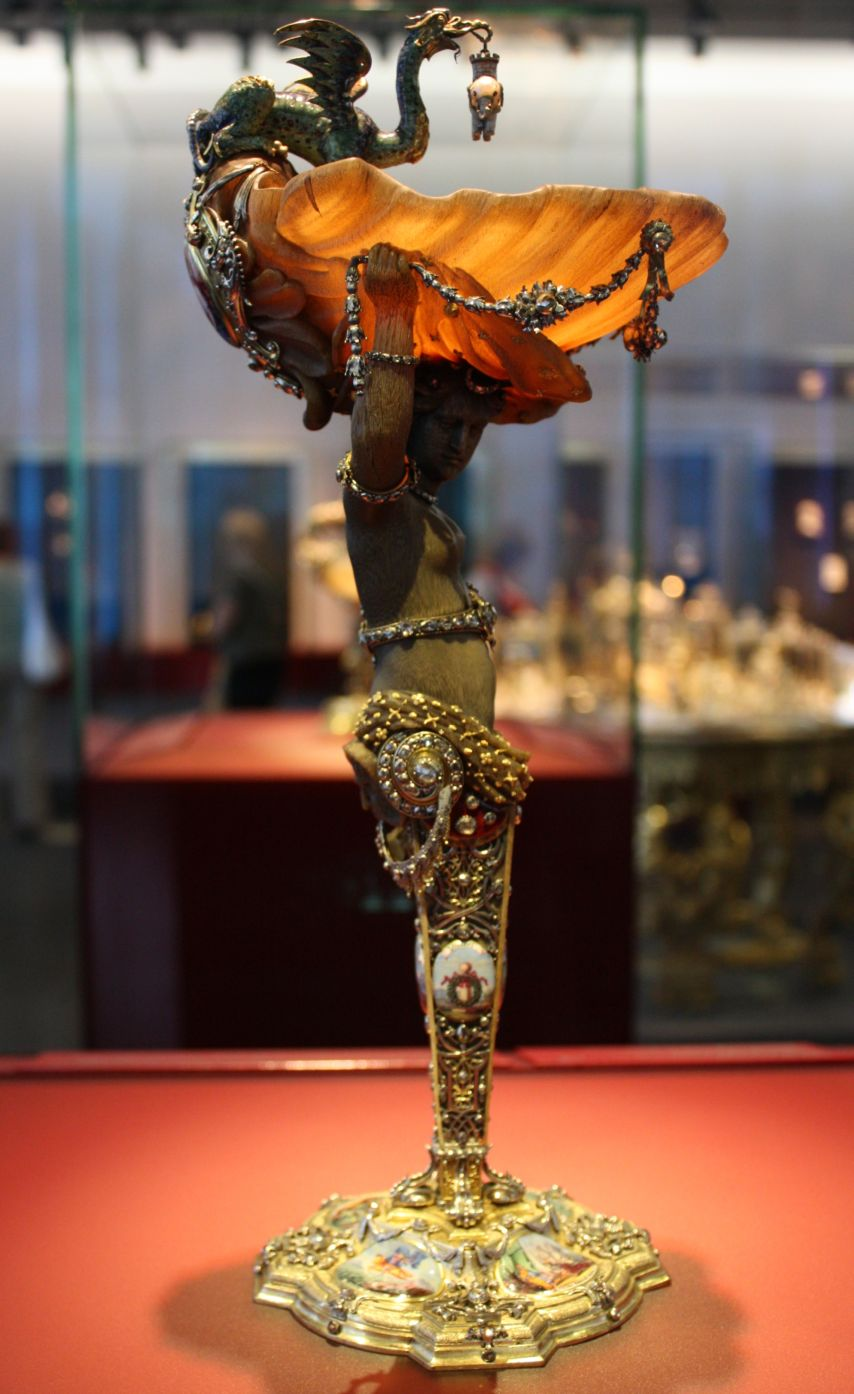
Бокал с мавританкой. 1709

«Зелёный свод» входит в состав Государственных художественных собраний Дрездена. До XVIII века собрание драгоценностей было частью кунсткамеры, основанной в 1560 году. Во времена правления Августа Сильного она была впервые разделена на тематические коллекции. Так возникли в том числе Физико-математический салон и Оружейная палата.
Коллекция демонстрируется в двух постоянных экспозициях — «Исторических Зелёных сводах» и «Новых Зелёных сводах», расположенных в западном крыле дрезденского дворца-резиденции.
25 ноября 2019 года из коллекции были украдены драгоценности стоимостью порядка 1 миллиарда евро.

## История

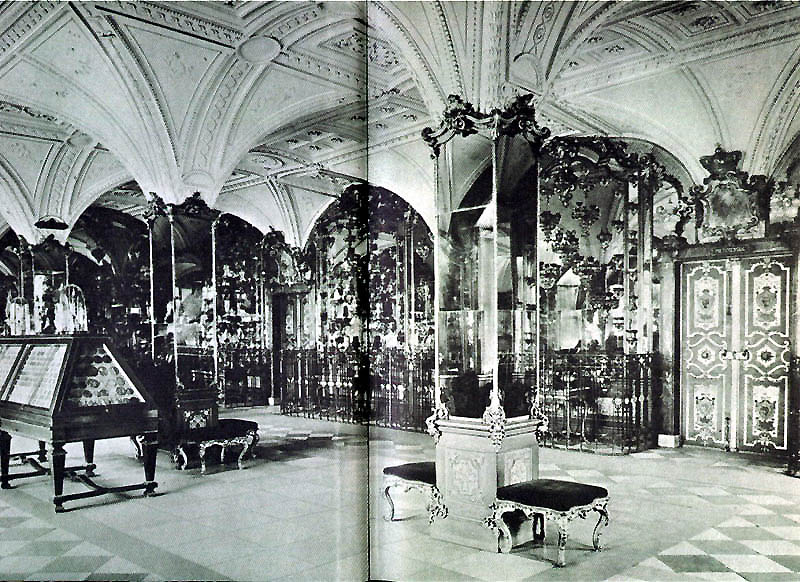
Зал Pretiosensaal. 1904

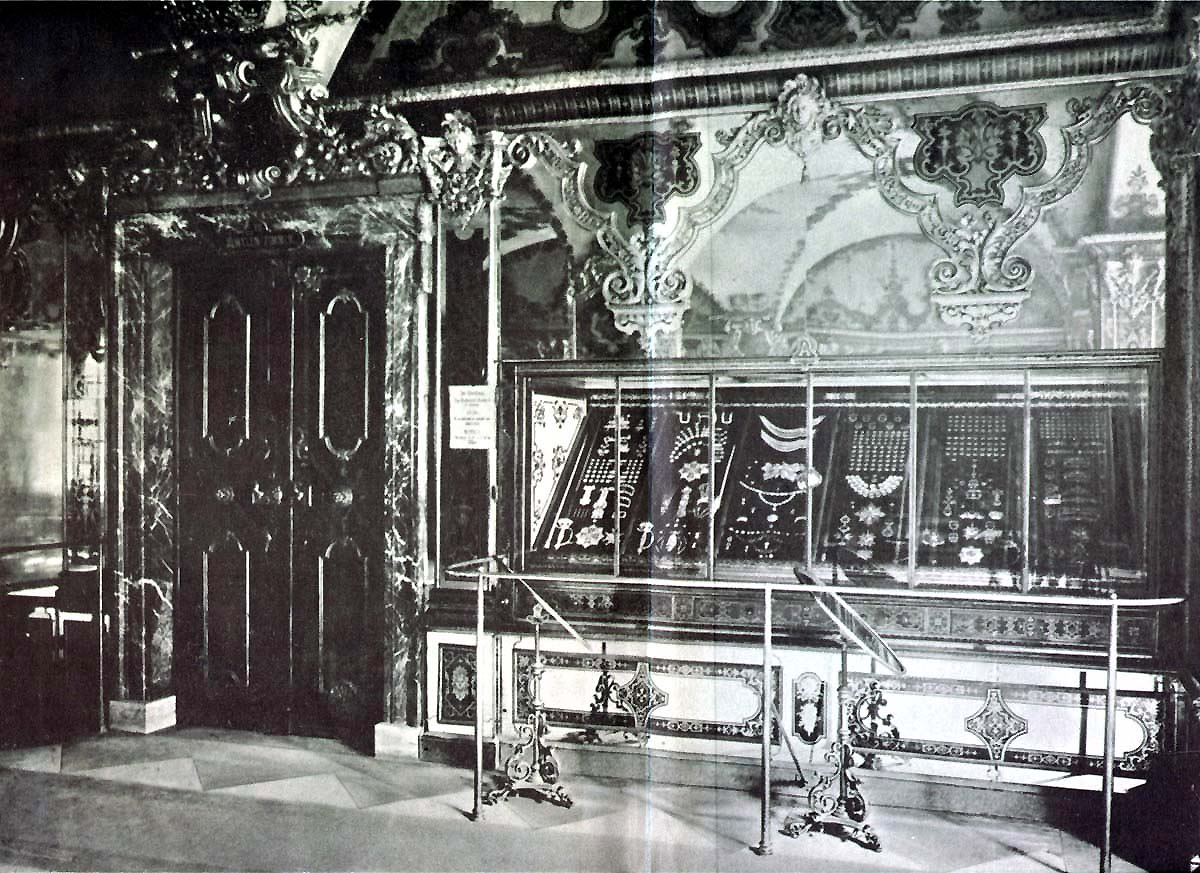
Ювелирная комната. 1904

Часть помещений дрезденской резиденции, где сейчас размещается сокровищница, ещё в XVI веке носили название «тайное хранение зелёных сводов» и служили в те времена исключительно целям сохранения ценных предметов и их обрамления, но не обозрению публикой. Это место считалось наиболее безопасным в случае пожара. Благодаря этим усилиям коллекция сохранилась до наших дней.
Саксонский курфюрст и король Польши Август Сильный в 1723—1729 годах повелел обустроить в девяти залах кунсткамеру, где посетители в окружении барочной архитектуры могли познакомиться с художественными экспонатами и раритетами, собранными им и его царственными предшественниками. В ходе строительных работ к старым помещениям Зелёных сводов были присоединены дополнительные 8 комнат. Архитектурный проект сокровищницы выполнил Маттеус Даниэль Пёппельманн, автор Цвингера, внутреннее оформление было поручено Раймонду Леплату (Raymond Leplat). В этом облике Зелёные своды сохранились вплоть до XX века. Тем самым музей может претендовать на звание самого древнего музея мира, которое носит Британский музей.
Во время бомбардировки Дрездена 13 февраля 1945 года было разрушено три из девяти залов сокровищницы. Сами экспонаты за несколько лет до этого были перевезены в крепость Кёнигштайн. В конце Второй мировой войны они были отправлены в СССР и возвращены в ГДР по решению советского правительства в 1958 году.
С 1959 года до начала 2004 года экспозиция «Зелёный свод» временно располагалась в дрезденском Альбертинуме. 7 сентября 2004 года открылись 10 выставочных залов «новых Зелёных сводов» на втором этаже западного крыла дворца-резиденции.
1 сентября 2006 года после реконструкции открылись «исторические Зелёные своды», занимающие 2000 м². на первом этаже дворца. Их интерьеры были восстановлены по сохранившимся документам 1733 г. и максимально воспроизводят оригинальный облик сокровищницы Августа Сильного. На своё историческое место вернулось более 3000 экспонатов. Только восстановление исторического оформления стен обошлось земле Саксония в 13 млн евро, а общая сумма расходов на реставрацию «Грюнес Гевёльбе» составила 45 млн евро.
В 2007 году «Зелёный свод» посетили 460 тысяч человек.
Летом 2006 года сокровища Кабинета драгоценностей Августа Сильного экспонировались в Москве в рамках программы празднования 200-летия создания Музеев Московского Кремля.
25 ноября 2019 года из коллекции неизвестными были украдены драгоценности стоимостью порядка 1 миллиарда евро: преступники подожгли трансформатор, питающий несколько крупных музеев в городе, в результате чего они остались без электричества, а затем забрались в помещения музея через окно. Они забрали драгоценности (небольшие украшения), не тронув крупные ценные предметы.

## Экспозиция
В коллекции саксонских курфюрстов и королей насчитывается более 4000 уникальных произведений искусства. В новых залах Зелёных сводов представлено почти 1100 предметов ювелирного искусства, около 3000 предметов находятся в экспозиции исторических залов. Ввиду ограниченности площадей в экспозицию музея включены только самые известные и ценные шедевры ювелирного дела.
В отличие от экспозиции в новых Зелёных сводах на втором этаже музея, открытых вот уже несколько лет, где в центре внимания находятся сами предметы искусства, в исторических залах Зелёных сводов интерес для посетителей представляют и сами роскошные интерьеры.
Многие известнейшие произведения в экспозиции музея были созданы придворным ювелиром Иоганном Мельхиором Динглингером и его сыновьями:
- Мавр с изумрудным штуфом — скульптура из грушевого дерева высотой в 64 см украшена изумрудами, рубинами, сапфирами, топазами, гранатами, альмандинами с использованием деталей из черепашьего панциря. «Мавр» был создан в сотрудничестве с Бальтазаром Пермозером и датируется приблизительно 1724 г. Мавр, то есть африканец, судя по его украшениям, должен был по оригинальному замыслу олицетворять индейца.

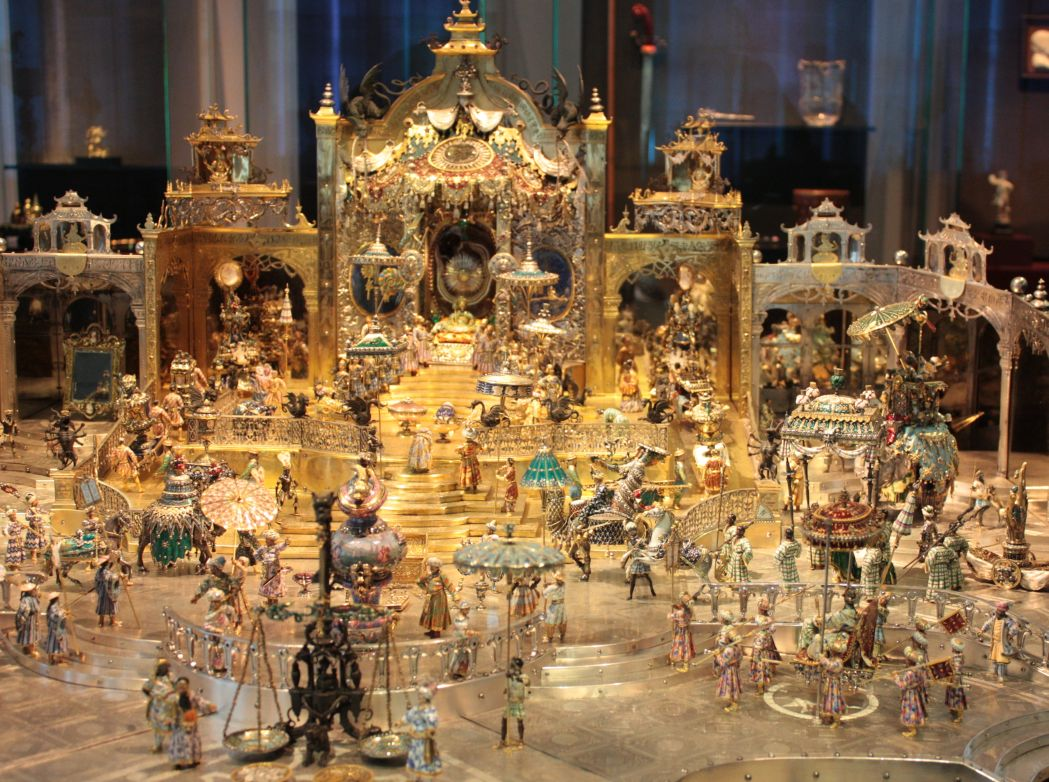
Дворцовый приём в Дели в день рождения Великого Могола Аурангзеба, 1701—1708

- Фигурная композиция «Дворцовый приём в Дели в день рождения Великого Могола Аурангзеба» отражает представления европейских монархов о великолепии дворца Могула. Ни Август Сильный, ни Динглингер никогда не были в Индии, поэтому произведение создавалось исключительно на основе рассказов. В результате долгой и кропотливой работы в период с 1701 по 1708 г. появилась настольная композиция миниатюр размером 58 см х 142 см х 114 см, состоящая из 137 человеческих фигур, а также животных, украшенных 5 223 бриллиантами, 189 рубинами, 175 изумрудами, одним сапфиром и 53 жемчужинами. Этот шедевр обошёлся саксонскому курфюрсту в 58 485 рейхсталеров, что составляло в те времена годовой доход целой тысячи чиновников. «Дворцовый приём» с 2004 г. размещается в экспозиции новых залов Зелёных сводов.
- Обелиск Августа (лат. Obeliscus Augustalis) создан в период с 1719 по 1721 гг. Он представляет собой сложный в исполнении картуш высотой около 2,3 м с овальным изображением Августа Сильного в центре. В его композиции насчитывается 240 гемм и камей, обработанных камней и скульптур, покрытых золотой эмалью. Его стоимость на момент изготовления приравнивалась к стоимости барочного дворца.
- Купальня Дианы представляет собой декоративную чашу со скульптурным изображением римской богини. Чаша из халцедона в золотой оправе высотой 38 см была создана в 1705 г. и украшена жемчугом, бриллиантами, эмалью, орнаментом по серебру и стали и скульптурными изображениями животных. Основание вазы выполнено в форме эмалированной головы оленя.
- Отличающийся особой роскошью золотой кофейный сервиз был изготовлен в 1697—1701 гг. Для его создания использовались такие материалы, как золото, серебро, эмаль, слоновая кость и около 5600 бриллиантов. Сервиз оценивался в 50 000 талеров — эквивалент дворца. Экспонируется в новых залах Зелёных сводов.

Помимо произведений придворных ювелиров, в Зелёных сводах представлены уникальные шедевры искусства. Часть из них были подарены саксонскому курфюрсту европейскими монархами:
- Дрезденский зелёный бриллиант в 41 карат — один из самых крупных бриллиантов в мире. Он был обнаружен в Индии и своим уникальным цветом обязан природной радиоактивности. Был куплен курфюрстом Фридрихом Августом II
- Белый саксонский бриллиант в 48 карат и единственный в своём роде сапфир в 648 карат были подарены Петром Первым.
- Вишнёвая косточка, на которой вырезано 185 портретов. Это произведение искусства было создано в 1589 г. при помощи лупы и оправлено в дорогостоящую серёжку. Фактически можно обнаружить 113 лиц.
- Янтарный шкаф-кабинет был подарен королём Пруссии Фридрихом Вильгельмом I. Он был изготовлен в 1742 г. в Кёнигсберге. В янтарной комнате представлены и другие произведения искусства из янтаря.
- Гарнитуры ювелирных украшений в Зелёных сводах составляют самую крупную коллекцию драгоценностей Европы и являются олицетворением величия абсолютизма. Самые ранние из них были изготовлены ещё для Августа Сильного. Однако большая часть ювелирных украшений вошла в коллекцию позднее и отражает различные модные тенденции того времени. В коллекции в зависимости от используемого материала выделяется шесть разных стилей. Из благородных камней использовались сапфиры, карнеолы, бриллианты, рубины и жемчуг.
- В экспозиции присутствует значительное количество богато украшенных сосудов для питья, в том числе бокал Мартина Лютера и чаша для питья Ивана Грозного.